# Hexanoato de etila
Hexanoato de etila ou caproato de etila é um éster. Ele e o butirato de etila compõem 95% do total de ésteres responsáveis pelo aroma do suco do maracujá amarelo